# Lulu's todietiran
Lulu's todietiran (Poecilotriccus luluae) is een zangvogel uit de familie Tyrannidae (tirannen). Het is een bedreigde, endemische vogelsoort van beboste hellingen van de Andes in het noorden van Peru.

## Taxonomie
Dit kleine zangvogeltje was reeds in 1970 door de Amerikaanse ornitholoog Ned Johnsen verzameld. Omdat de verzamelde vogel sterk leek op de roodkruintodietiran (P. ruficeps), wachtte hij tot er meer over deze vogel bekend werd. Door veldonderzoek in de jaren 1970 en 1980 kwamen meer specimens beschikbaar en er werden ook geluidsopnamen gemaakt en ecologisch onderzoek gedaan naar het leefgebied. Het manuscript over de nieuw ontdekte vogel werd in januari 2000 aangeboden en in het volgende jaar gepubliceerd. De vogel is vernoemd naar Lulu May Von Hagen, de vrouw die veel onderzoek aan vogels financieel heeft gesteund.

## Herkenning
De vogel is 10 cm lang en weegt gemiddeld 7,5 g. De kop is geheel roodbruin en daarmee verschilt hij van de roodkruintodietiran die alleen op de kruin roodbruin is, met licht okerkleurige wangen en een witte keel. Lulu's todietiran heeft alleen een smal streepje wit op de keel.

## Verspreiding en leefgebied
Deze soort is endemisch op slechts zes locaties in noordelijk Peru in hellingbossen op de oostelijke uitlopers van de Andes op hoogten tussen de 1800 en 2900 m boven zeeniveau. De vogel houdt zich op in struikgewas, bamboebos en bosranden.

## Status
Lulu's todietiran heeft een zeer beperkt verspreidingsgebied en daardoor is de kans op uitsterven aanwezig. De grootte van de populatie werd in 2016 door BirdLife International geschat op 1500 tot 7000 individuen en de populatie-aantallen nemen af door habitatverlies. Het leefgebied wordt aangetast door ontbossing. Binnen drie generaties (11 jaar) zal ongeveer 60% van het geschikte leefgebied zijn verdwenen volgens schattingen. Om deze redenen staat deze soort als bedreigd op de Rode Lijst van de IUCN.